# Lescousse
Lescousse (okzitanisch Lescoça) ist eine französische Gemeinde mit 82 Einwohnern (Stand 1. Januar 2022) im Département Ariège in der Region Okzitanien. Sie gehört zum Arrondissement Pamiers und zum Kanton Pamiers-1.

## Geographie
An der westlichen Gemeindegrenze verläuft das Flüsschen Latou, im Osten die Aure.
Nachbargemeinden sind Saint-Martin-d’Oydes im Nordwesten, Unzent im Nordosten, Escosse im Südosten und Saint-Michel im Südwesten.

## Bevölkerungsentwicklung
| Jahr                       | 1962 | 1968 | 1975 | 1982 | 1990 | 1999 | 2008 | 2016 |
| -------------------------- | ---- | ---- | ---- | ---- | ---- | ---- | ---- | ---- |
| Einwohner                  | 132  | 111  | 109  | 103  | 90   | 81   | 88   | 77   |
| Quellen: Cassini und INSEE |      |      |      |      |      |      |      |      |